# Александровское (Томский район)
Алекса́ндровское — село в Томском районе Томской области, Россия. Входит в состав Малиновского сельского поселения.

## География
Расстояние от Александровского до центра сельского поселения (с. Малиновка) — 12 км, до Томска — 50 км. Село находится примерно в 2 км от трассы Томск—Итатка и железнодорожной ветки Томск—Белый Яр.

## Климат
В селе Александровское климат холодно-умеренный. В селе выпадает значительное количество осадков в течение года, даже в сухие месяцы. По классификации климатов Кеппена в селе влажный континентальный климат (индекс Dfb). Среднегодовая температура в селе Александровское — 0,2 °C. Среднегодовая норма осадков — 556 мм.
| Показатель                    | Янв.  | Фев.  | Март  | Апр. | Май  | Июнь | Июль | Авг. | Сен. | Окт. | Нояб. | Дек.  | Год  |
| ----------------------------- | ----- | ----- | ----- | ---- | ---- | ---- | ---- | ---- | ---- | ---- | ----- | ----- | ---- |
| Средний суточный максимум, °C | −13,8 | −11,6 | −2,7  | 6,1  | 15,2 | 21,9 | 24,6 | 21,0 | 14,6 | 4,2  | −5,8  | −11,7 | 5,2  |
| Средняя температура, °C       | −17,8 | −16,5 | −8,2  | 0,9  | 9,1  | 15,8 | 18,8 | 15,6 | 9,7  | 0,8  | −9,5  | −15,8 | 0,2  |
| Средний суточный минимум, °C  | −21,8 | −21,3 | −13,6 | −4,2 | 3,1  | 9,8  | 13,1 | 10,3 | 4,8  | −2,5 | −13,2 | −19,8 | −4,6 |
| Норма осадков, мм             | 32    | 21    | 23    | 32   | 49   | 65   | 71   | 72   | 49   | 55   | 50    | 37    | 556  |
| Источник:                     |       |       |       |      |      |      |      |      |      |      |       |       |      |

## История
С 1935 по 1963 годы административный центр Туганского района.

## Население
| 1959 | 2002 | 2008  | 2009  | 2010 | 2011 | 2012 |
| ---- | ---- | ----- | ----- | ---- | ---- | ---- |
| 2019 | ↘969 | ↗1026 | ↗1032 | ↘922 | ↗930 | ↗938 |
| 2013 | 2014 | 2015  | 2021  |      |      |      |
| ↗940 | ↘930 | ↗945  | ↘881  |      |      |      |

## Образование и культура
В селе работает Александровская средняя общеобразовательная школа. Также здесь есть библиотека и один из филиалов «Дома культуры п. Молодёжный». Существует свой вид народных промыслов — изготовление поделок из дерева.

## Известные жители
Родился Олег Кислицкий (1954) — известный скульптор и поэт.